# چورتانلیکول
چورتانلیکول (به لاتین: Churtanlykul) یک منطقهٔ مسکونی در روسیه است که در باشقیرستان واقع شده‌است.